# غروسلوبمينغ
غروسلوبمينغ (بالإنجليزية: Großlobming)‏ هي Landgemeinde وmunicipality of Austria تقع في منطقة مورتال في النمسا.[بحاجة لمصدر]